# سید نذرالاسلام
سید نذرالاسلام (انگلیسی: Syed Nazrul Islam؛ زادهٔ ۱۹۲۵ – درگذشته ۳ نوامبر ۱۹۷۵) یک سیاست‌مدار اهل بنگلادش بود. وی از ۱۷ آوریل ۱۹۷۱ تا ۱۲ ژانویه ۱۹۷۲ رئیس‌جمهور این کشور بود.